# Friedenskirche (Karlsruhe-Weiherfeld)

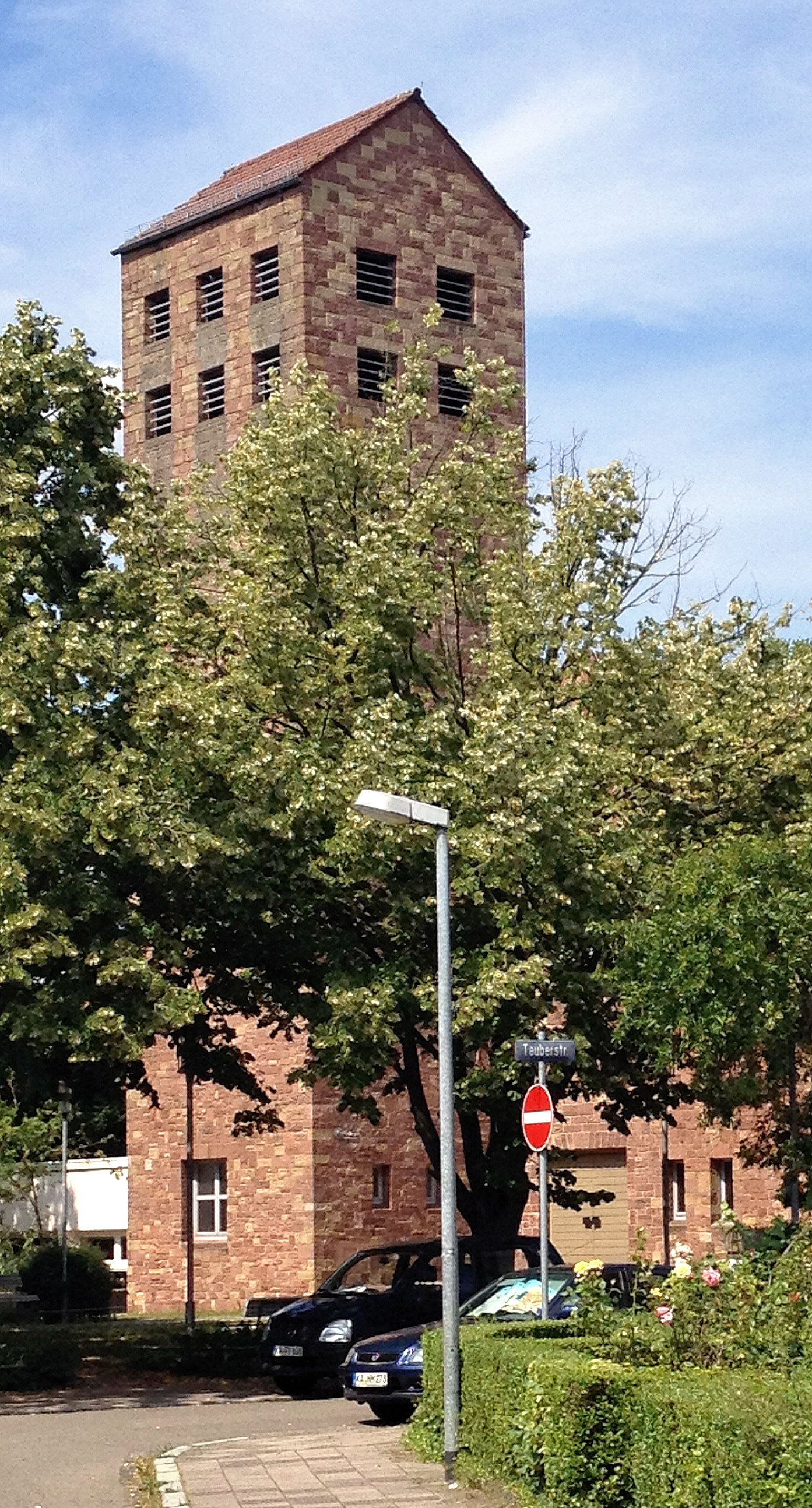
Evangelische Friedenskirche Weiherfeld, 2013

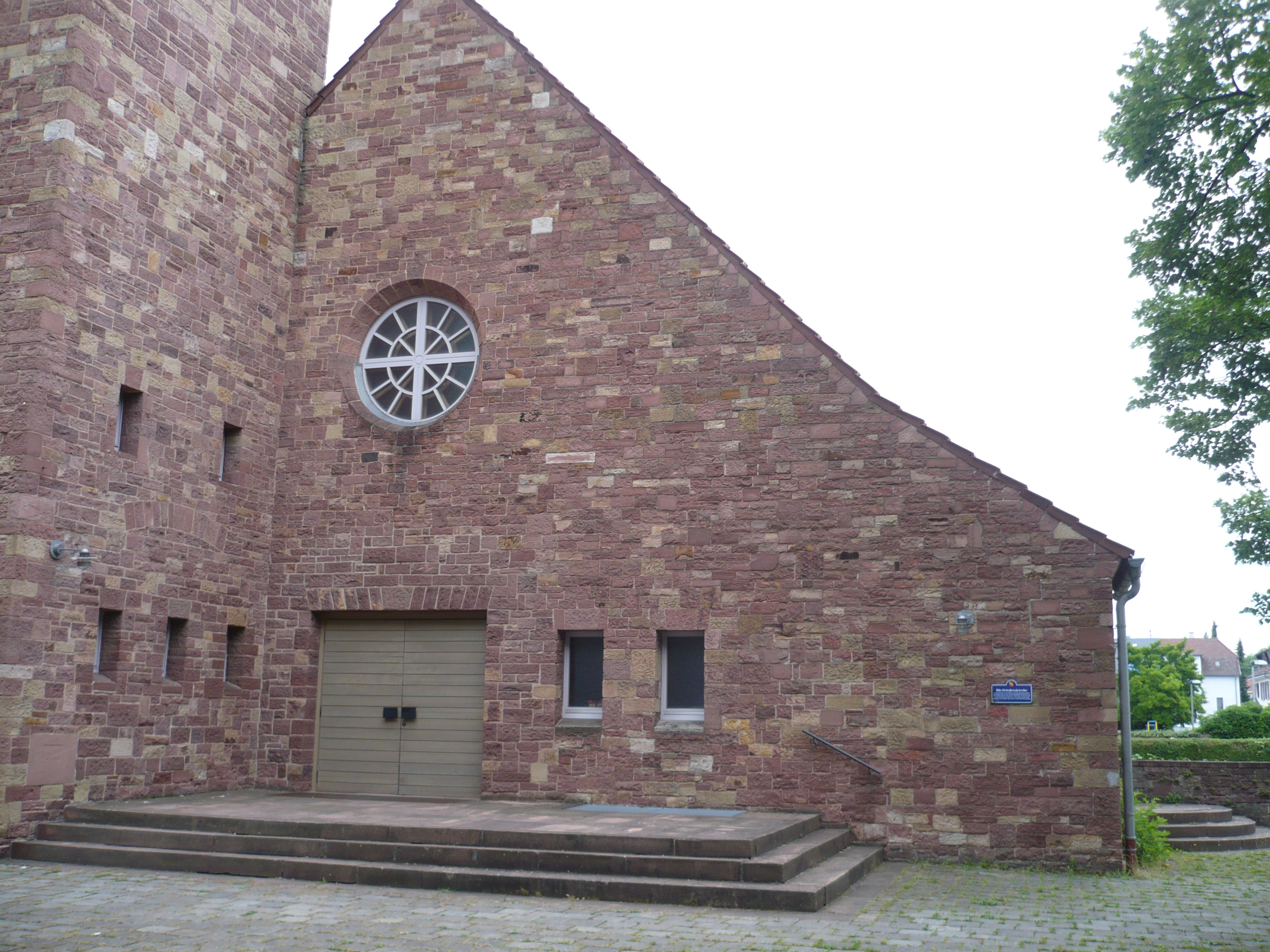
Fassade der Friedenskirche

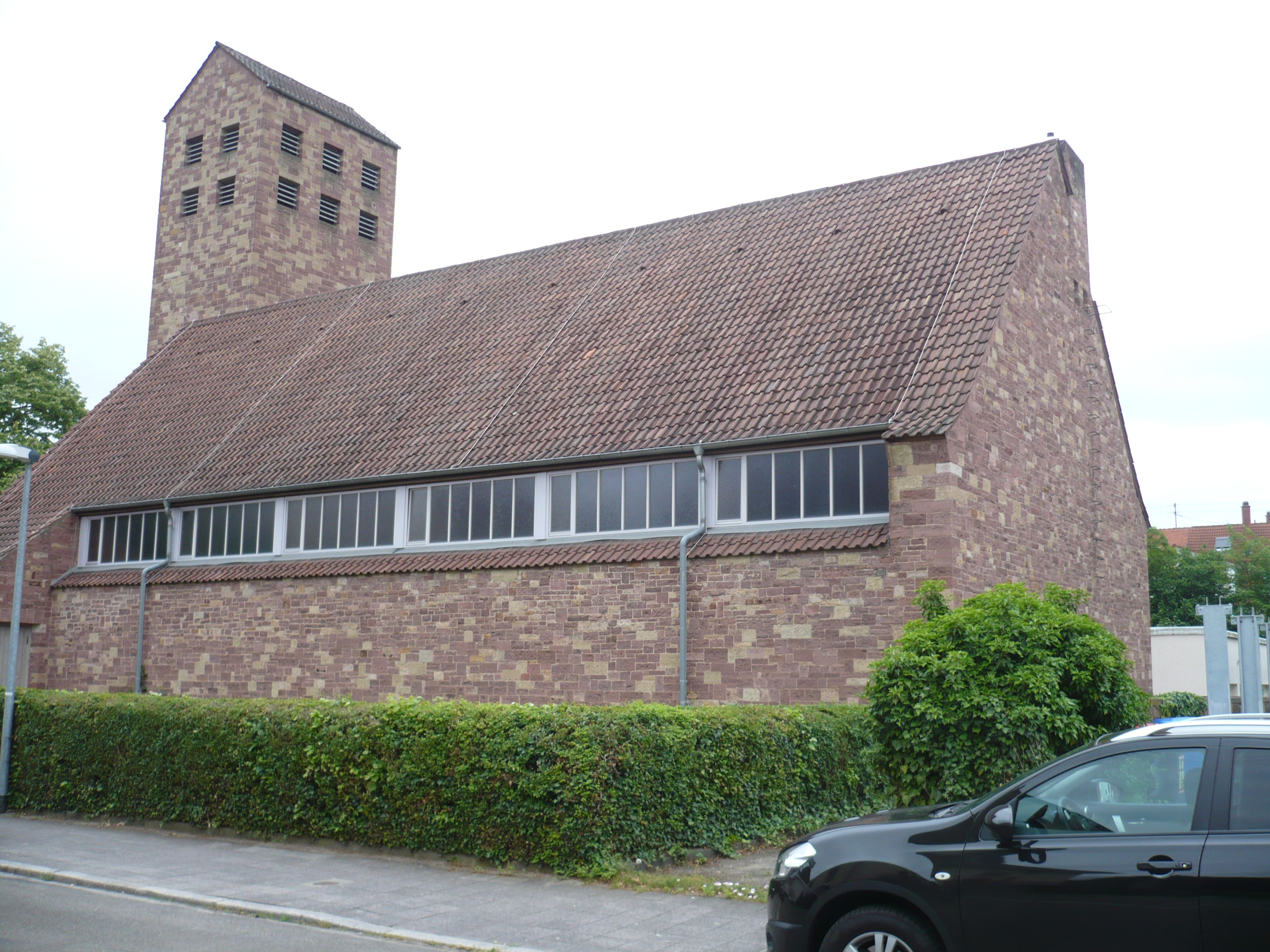
Seitenansicht

Die Evangelische Friedenskirche in Karlsruhe-Weiherfeld (Baden-Württemberg) ist eine heute unter Denkmalschutz stehende Notkirche, die 1949 nach Plänen von Otto Bartning entstand. Die evangelische Kirche war das erste im Stadtteil Weiherfeld errichtete Gotteshaus und ist eine der so genannten Notkirchen, die nach dem Zweiten Weltkrieg nach den Entwürfen des Karlsruher Architekten Otto Bartning in ganz Deutschland gebaut wurden.

## Geschichte und Architektur
Nach 1945 gab es wegen der Zerstörungen von Kirchen und des Zuzuges von Flüchtlingen einen zusätzlichen Bedarf an Kirchbauten. Statt, wie zunächst geplant, für diesen Raumbedarf Baracken der Schweizer Militärverwaltung zu verwenden, beauftragte Eugen Gerstenmaier, der Leiter des Hilfswerkes der evangelischen Kirche, Bartning mit der Entwicklung eines Entwurfs, der durch Selbsthilfe der Gemeinden und unter Verwendung von Trümmermaterial zugleich eine langfristig kostengünstigere Alternative darstellte.
Bartning entwickelte als Tragwerk eine zeltförmige Holzbinderkonstruktion, die vorgefertigt angeliefert wurde. Ebenso wurden Pfetten, Dachtafeln, Emporenelemente, Türen, Fenster und Bänke in Serien hergestellt, angeliefert und in ein bis zwei Wochen aufgestellt. Die konstruktiv nicht beanspruchten Außenwände sind zweischalig aus Trümmersteinen des Karlsruher Rathauses errichtet, innen als Sichtmauerwerk aus Ziegeln, außen in Sandstein. Mit ca. 80.000 DM lagen die Baukosten etwas halb so hoch wie bei einer gleich großen Kirche in traditioneller Bauweise. Die Kirche bietet Sitzplätze für ca. 300 Menschen.
Die Friedenskirche wurde im November 1949 zunächst ohne Turm eingeweiht. 1962 wurden der Turm angefügt, der Hauptzugang in die Mittelachse verlegt, die Sakristei und die Toilette im Erdgeschoss des Turmes eingebaut und das Kellergeschoss zur Nutzung als Gemeinderäume nach Plänen des Architekten Erich Rossmann erhöht. Anschließend war Rossmann auch verantwortlich für das nordwestlich angrenzende, tiefer liegende Gemeindehaus mit Kindergarten und das Pfarrhaus im Nordosten, die jeweils als Atriumhäuser mit Flachdächern errichtet wurden.
Anlässlich des 50-jährigen Kirchenjubiläums wurde 1999 der Innenraum der Kirche mit der Orgel instand gesetzt, wobei nur geringfügige Änderungen vorgenommen wurden. Durch die Kürzung der Bänke entstanden seitliche Durchgänge. Die Bankpodeste und die oberste Altarstufe wurden entfernt und Fenster, Beleuchtung sowie sonstige technische Einrichtungen mit Ausnahme der Heizung erneuert.
Der Kirchplatz südwestlich der Kirche wurde durch Pflasterung und Möbilierung geordnet und als Quartiersplatz gestaltet. Der Platz ist heute durch fünf große Linden und rahmende Pflanzbeete von den angrenzenden Straßen (Tauberstraße und Schauinslandstraße) abgeschirmt.
Zur Evangelischen Friedensgemeinde gehören heute etwa 1800 Mitglieder des Karlsruher Stadtteils Weiherfeld-Dammerstock. Die Gemeinde ist Teil der Evangelischen Kirche in Karlsruhe und der Evangelischen Landeskirche in Baden.